# Vorleistungsgut
Als Vorleistungsgut werden in den Wirtschaftswissenschaften unter bestimmten, nicht einheitlichen Kriterien, Güter bezeichnet, denen eine Relevanz in Bezug auf Vorleistungen zukommt.

## Definitionen und Wortgebrauch
Laut Europäischen System Volkswirtschaftlicher Gesamtrechnungen – ESVG 2010 umfassen Vorleistungen (englisch intermediate consumption) „die im Produktionsprozess verbrauchten, verarbeiteten oder umgewandelten Waren und Dienstleistungen“.
Als Vorleistungsgüter werden Güter bezeichnet, die einen bestimmten – vom Kontext abhängigen – Bezug zu Vorleistungen haben. Vom Statistischen Bundesamt wird der Ausdruck je nach Kontext mit den folgenden drei Bedeutungen benutzt:
1. Güter, die tatsächlich in einer Volkswirtschaft als Vorleistungen eingesetzt werden,
2. Güter, die üblicherweise in einer Volkswirtschaft als Vorleistungen verwendet werden,
3. Vorräte bei einem Produzenten, die als Vorleistungen in dessen Produktionsprozess intendiert sind, sogenannte Inputvorräte.

Von der Europäischen Union werden je nach Kontext und Bedeutung unterschiedliche englische Termini verwendet:
Im ESVG 2010 wird das Wort „Vorleistungsgüter“ nur in der dritten Bedeutung verwendet, wobei die Verwendung parallel zu materials and supplies ist.
Von Eurostat wird für die erste Bedeutung des Wortes „Vorleistungsgüter“ im Englischen der Ausdruck intermediate products verwendet; entsprechend wird vom Statistischen Bundesamt auch „intermediäre Güter“ verwendet. In der zweiten Bedeutung wird von der Europäischen Union im Englischen intermediate goods verwendet.
Hier ist zu beachten, dass im European System of Accounts / Europäischen System Volkswirtschaftlicher Gesamtrechnungen das deutsche Wort „Güter“ parallel zum englischen Wort products verwendet wird, ferner „Waren“ parallel zu goods. Abweichend von der Bedeutung von goods im ESA 2010 schließt der Terminus intermediate goods auch Dienstleistungen ein.
In Lehrbüchern der Volkswirtschaftslehre wird das Wort „Vorleistungsgut“ selten benutzt und dabei in der Regel nicht definiert, so dass sich die Bedeutung nur aus dem Kontext erschließen lässt. Die Wortverwendung ist dabei unterschiedlich und kann von den Verwendungen durch das Statistische Bundesamt abweichen.

### Wortgebrauch entsprechend tatsächlicher Verwendung
Das Statistische Bundesamt verwendet im Rahmen der Input-Output-Analyse und der Güterstromrechnung (auch Commodity-Flow-Rechnung genannt) für die Berechnung des Bruttoinlandsprodukts nach der Verwendungsrechnung (Ausgabenansatz) die folgende Terminologie:
Es wird nach intermediärer, konsumtiver oder investiver Verwendung von Gütern unterschieden, wobei konsumtive und investive Verwendung zu letzter Verwendung oder zu Endnachfrage zusammengefasst wird. Wenn die intermediäre Verwendung eines Gutes betrachtet wird, wird auch von intermediärem Input, intermediärem Gut, Vorleistungsgut oder auch Vorleistung gesprochen, bei konsumtiver Verwendung von Konsumgut, bei investiver Verwendung von Investitionsgut, wobei Konsum- und Investitionsgüter auch als Endprodukte bezeichnet werden.
Mittels eines Güterverzeichnisses werden etwa 5000 detaillierte Güterarten definiert, in die die produzierten Güter eingeordnet werden. Da die Verwendung von Gütern einer Güterart in der Regel variieren kann, sollte man Vorsicht walten lassen, wenn man Güter einer dieser 5000 Güterarten per se als „Vorleistungsgüter“ bezeichnet. Eine Ausnahme sind spezielle Dienstleistungen, die per Definition nur für Unternehmen, d. h. als Vorleistung ausgeführt werden können, wie die in Abteilung 9, „Dienstleistungen für den Bergbau und für die Gewinnung von Steinen und Erden“.
Der englische, von Eurostat verwendete, Terminus für Vorleistungsgut oder intermediäres Gut in diesem Kontext ist intermediate product.
Im ESVG 2010 wird in diesem Kontext nie von Vorleistungsgütern, sondern immer nur von Vorleistungen gesprochen; der parallele Terminus im ESA 2008 ist intermediate consumption.

### Wortgebrauch entsprechend überwiegender Verwendung
Für statistische Untersuchungen ökonomischer Aktivitäten klassifiziert man Produzenten entsprechend überwiegendem Verwendungszweck oder -dauer der von ihnen produzierten Güter. Eine mögliche Einteilung der Güter mit Beispielen ist die folgende.
|                                          | Produktionsgut                                            | Konsumgut                                                 |
| ---------------------------------------- | --------------------------------------------------------- | --------------------------------------------------------- |
| langlebiges Gut (Gebrauchsgut i. w. S.)  | Investitionsgut (z. B. Produktionsmaschinen, Bürogebäude) | Gebrauchsgut (z. B. Wohngebäude, Einrichtungsgegenstände) |
| kurzlebiges Gut (Verbrauchsgut i. w. S.) | Vorleistungsgut (z. B. Schmieröl, Lacke, Elektromotoren)  | Verbrauchsgut (z. B. Lebensmittel)                        |

Von besonderer Relevanz ist die Klassifizierung nach den von der Europäischen Union definierten industriellen Hauptgruppen (englisch main industrial groupings (MIG)), welche auf der Statistischen Systematik der Wirtschaftszweige in der Europäischen Gemeinschaft (französisch nomenclature statistique des activités économiques dans la Communauté européenne (NACE)) beruht. Diese Klassifikation ist für Konjunkturprognosen und die Erstellung der Erzeugerpreisindices relevant.
In der Klassifikation der industriellen Hauptgruppen werden fünf Güterarten unterschieden: die vier in der Tabelle angegebenen und zusätzlich Energie, welche also nicht unter die vier angegebenen Güterarten fällt. Mit den englischen Termini sind dies: Vorleistungsgüter (englisch intermediate goods), Investitionsgüter (englisch capital goods), Verbrauchsgüter (englisch consumer non-durables), Gebrauchsgüter (englisch consumer durables) und Energie (englisch energy). Die Einteilung ist durch eine EU-Verordnung festgelegt (Verordnung (EG) Nr. 656/2007).
Die folgende Beschreibung von Vorleistungsgütern durch das Statistische Bundesamt entspricht der Bedeutung des Wortes in diesem statistischen Sinne.

„Das sind Erzeugnisse, die überwiegend für Unternehmen bestimmt sind und dort im Produktionsprozess verbraucht, verarbeitet oder umgewandelt werden. Dazu zählen zum Beispiel Metalle, Holz, chemische Grundstoffe, Gummi- und Kunststoffwaren, Papier und Karton sowie elektronische Bauelemente.“

### Wortgebrauch im Sinne von Inputvorräten
Im Europäischen System Volkswirtschaftlicher Gesamtrechnungen – ESVG 2010 von Eurostat wird der Terminus der Vorleistungsgüter (im Plural) parallel zum englischen Terminus materials and supplies wie folgt definiert: Vorleistungsgüter sind eine spezielle Art von Vorräten, nämlich „Roh-, Hilfs- und Betriebsstoffe, die nicht wiederverkauft, sondern von ihren Eigentümern als Vorleistungen in deren Produktionsprozess verbraucht werden sollen“. Vorleistungen umfassen hierbei entsprechend der Begriffsdefinition die im Produktionsprozess verbrauchten, verarbeiteten oder umgewandelten Waren und Dienstleistungen. Der Begriff wird so verwendet, dass nur von anderen Wirtschaftseinheiten bezogene Leistungen als Vorleistungen gelten.
Die weiteren Arten von Vorräten sind unfertige Erzeugnisse, Fertigprodukte beim Hersteller und Handelswaren. Hierbei sind unfertige Erzeugnisse „produzierte Güter und angefangene Arbeiten, die noch nicht fertig gestellt sind“. Unfertige Produkte werden auch Halbfabrikate oder Halbfertigprodukte genannt. Es müssen somit Vorleistungsgüter und Halbfabrikate voneinander abgegrenzt werden.
Vorräte und somit auch Vorleistungsgüter zählen in der Systematik des ESVG 2010 zu den produzierten Vermögensgütern. Sie werden wertmäßig in Vermögensbilanzen erfasst. Dies unterscheidet Vorleistungsgüter von Vorleistungen, deren Wert genau wie Produktionswerte auf Güterkonten und Produktionskonten erfasst werden. Insbesondere ist hiernach der Wert der Vorleistungsgüter eine Bestandsgröße, während der Wert der Vorleistungen eine Stromgröße ist.
Die Wörter „Vorleistungsgüter“ und „Inputvorräte“ werden im Kontext der Volkswirtschaftlichen Gesamtrechnungen vom Statistischen Bundesamt synonym verwendet. Ferner werden die unfertigen Erzeugnisse und Fertigwaren zu Outputvorräten zusammengefasst.

### Weiterer Wortgebrauch

#### Wortgebrauch im Sinne von Vorleistungen von einem Produzenten aus
Im Lehrbuch Einführung in die Volkswirtschaftslehre von Horst Demmler wird zunächst ausgeführt: „Vorleistungen sind Güter, die von anderen Wirtschaftseinheiten bezogen und im betrachteten Zeitraum verbraucht werden.“ Wenn auch das Wort „Vorleistungsgut“ nicht definiert wird, wird es in einem darauf folgenden Beispiel benutzt. In dem Beispiel wird eine idealisierte Volkswirtschaft betrachtet, in der als Endprodukt nur Brot produziert wird. Hierbei setzen Müllereien Weizen als „Vorleistungsgut“ ein, um ihn zu Mehl zu verarbeiten, Bäckereien wiederum setzen Mehl als „Vorleistungsgut“ für Brot ein. Es wird erläutert: „Das Mehl ist aus Sicht des Müllers ein Endprodukt, aus Sicht des Bäckers ein Vorleistungsgut. Für den Beobachter des volkswirtschaftlichen Produktionsprozesses ist es ein Zwischenprodukt, das erst zum Endprodukt Brot verarbeitet wird.“
Das undefinierte Wort „Vorleistungsgut“ wird hier, soweit man es erkennen kann, synonym zum definierten Wort „Vorleistung“ benutzt. Dabei entspricht die Bedeutung des Wortes „Zwischenprodukt“ derjenigen „Vorleistungsgut“ in der Input-Output-Analyse. Ferner ist in der Input-Output-Analyse das Mehl der Output des Bäckers, während das Wort „Endprodukt“ nur in der Bedeutung im letzten Satzes verwendet wird.

#### Wortgebrauch im Sinne von Produktionsgütern
Im Lehrbuch Grundlagen der Volkswirtschaftslehre von Arnold Heertje und Heinz-Dieter Wenzel wird zunächst ausgeführt, dass man für Produktion von Gütern „zur Bedürfnisbefriedigung“ „sogenannte Vorleistungsgüter“ benötige. Hiernach werden Güter in Konsum- und Kapital- oder Produktionsgüter (und keine weitere Güterart) unterteilt. Es wird in einem Beispiel ausgeführt, dass man Brot beim Bäcker noch als Kapitalgut betrachten solle, da man es noch transportieren müsse. Letztlich wird festgehalten: „Zur Produktion von Gütern werden Produktionsfaktoren eingesetzt. Auch wenn Güter nicht direkt zum Konsum verwendet werden, sondern als Vorleistungsgüter wiederum in der Produktion eingesetzt werden, so ist letztlich jede Produktion auf den Konsum gerichtet.“
In diesem Buch wird das Wort „Vorleistungsgut“ somit, soweit man es erkennen kann, synonym zu den definierten Wörtern „Kapitalgut“ und „Produktionsgut“ verwendet, welche allerdings umfassender als üblich definiert sind.

## Relevante Wirtschaftszweige
Relevante Wirtschaftszweige für die Produktion von Waren, die als Vorleistungsgüter klassifiziert werden, sind insbesondere die Grundstoffindustrie die Metallerzeugung und die chemischen Industrie. Diese Wirtschaftszweige stellen jedoch nicht ausschließlich Vorleistungsgüter her. So wird angegeben, dass 30 % der in Deutschland von der chemischen Industrie produzierten Waren an Endverbraucher gehen, zum Beispiel Life-Science-Produkte oder Wasch- und Körperpflegemittel.

## Praktische Probleme in Bezug auf Berechnung des Bruttoinlandsprodukts mittels Verwendungsrechnung
Für die Berechnung des Bruttoinlandsprodukts mittels Verwendungsrechnung muss für Güterarten entsprechend einem Güterverzeichnis ermittelt werden, inwieweit die Güter intermediär, konsumtiv oder investiv verwendet werden. Ein zu hoher Anteil für intermediäre Verwendung, d. h. für Vorleistungen, führt tendenziell zu einer Unterschätzung des Bruttoinlandsprodukts, ein zu niedriger zu einer Überschätzung. Entsprechend Veränderungen der Verwendung sollten die Anteile regelmäßig angepasst werden.
Konkret im Anlagenbau wird in einer Publikation des Statistischen Bundesamtes von 1992 von der Tendenz berichtet, dass der Bau von Produktionsanlagen immer komplexer werde. Dies führe dazu, dass Güter, die entsprechend ihrer Güterart noch als reine Investitionsgüter klassifiziert sind, nun vom Käufer als Vorleistungen im Rahmen einer umfassenderen Investition betrachtet werden. Mit der zusätzlichen statistischen Erfassung der umfassenderen Investition liegt dann eine Doppelzählung vor, mit welcher das Bruttoinlandsprodukt überschätzt wird. Dieses Problem ist vom Statistischen Bundesamt aufgegriffen worden, so dass nun auch bei „prinzipiell reinen Investitionsgütern“ von einem bis zu 5-prozentigem Anteil intermediärer Verwendung ausgegangen wird.